# Phyllotreta fornuseki
Phyllotreta fornuseki es una especie de insecto coleóptero de la familia Chrysomelidae. Fue descrita científicamente en 2003 por Cizek.